# إريك فون هولست
إريك فون هولست (بالإستونية: Erik von Holst؛ بالألمانية: Erik von Holst) هو متسابق يخت ومصمم ومهندس وتاجر ألماني وإستوني، ولد في 30 أغسطس 1894 في Vaivara Parish ‏ في إستونيا، وتوفي في 31 مايو 1962 في أويتين في ألمانيا.

## وصلات خارجية
- إريك فون هولست على موقع أوليمبيديا (الإنجليزية)